# Státní symboly Černé Hory

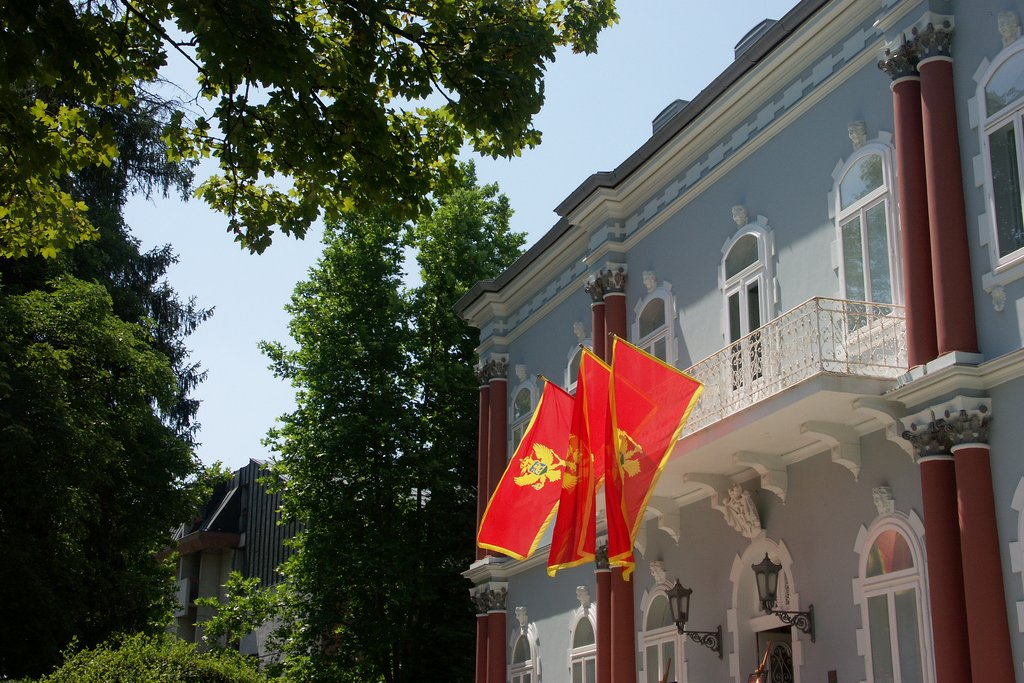
Státní vlajky na zdech Modrého paláce v Cetinje

Státní symboly Černé Hory byly ustanoveny po uznání nezávislosti dne 3. června 2006. V rámci Jugoslávie a soustátí Srbska a Černé Hory měla Černá Hora jiné symboly.

## Státní symboly
[zdroj?]

Černohorská vlajka
Státní znak Černé Hory
- Černohorská hymna – Oj, svijetla majska zoro
- Dvouhlavý orel
- Lev
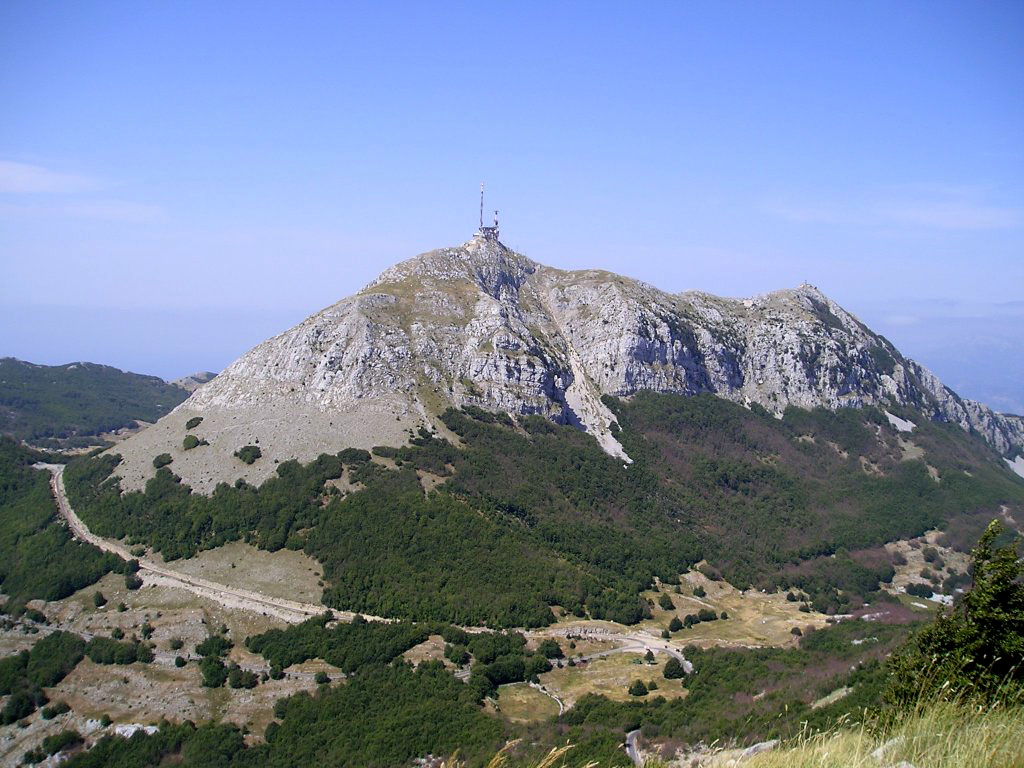
Pohoří Lovćen
Rudá hvězda

- Černohorská vlajka
- Státní znak Černé Hory
- Pohoří Lovćen
- Rudá hvězda

## Historické státní symboly
Černá Hora se po I. sv. válce stala součástí Srbského království, později Jugoslávie. Po rozpadu Jugoslávie zůstal stát členem soustátí Srbsko a Černá Hora.

Jugoslávská vlajka (1946–1992) Poměr stran: 1:2
Znak Socialistické republiky Černá Hora (1963–1993) v rámci Jugoslávie
Vlajka Svazové republiky Jugoslávie (1992–2003) a Srbska a Černé Hory (2003–2006) Poměr stran: 1:2
Vlajka Republiky Černá Hora v rámci Svazové republiky Jugoslávie (1993–2003) a Srbska a Černé Hory (2003–2004) Poměr stran: 1:3
Znak Socialistické federativní republiky Jugoslávie (1963–1993)
Znak Svazové republiky Jugoslávie (1993–2003) a Srbska a Černé Hory (2003–2006)
Znak Černé Hory v rámci federace (1993–2004)